# 多喜ひろみ
多喜 ひろみ（たき ひろみ、1954年11月23日 - ）は、エフエム沖縄のアナウンサーである。本名は多喜 博美。沖縄県那覇市出身。
東京の女子短期大学を卒業後、1975年にエフエム沖縄の前身である極東放送に入社した。エフエム沖縄のアナウンサーになってからは、同局の番組『ハッピーアイランド』のパーソナリティを務めている。

## 担当番組

### 極東放送
- ミュージックメニュー「あなたと私のランチタイム」
- メロディー・ボックス
- ブレンド・MUSIC

### エフエム沖縄
- ハッピーアイランド（1985年10月 - 、月曜・火曜担当）
- サザンステーション[1]
- FMモーニングステーション[1]
- Forever blue〜美ら海からのたより〜（2009年8月31日 - 10月2日、エフエム沖縄制作・JFN38局ネット）
- サンエーpresents ハッピーモーニング〜心地いい波〜（2012年12月 - ）
- 沖縄美ら海水族館プレゼンツ 沖縄ちゅらさんぽ[2]（2014年9月1日 - 12月、エフエム沖縄制作・JFN38局ネット）